# 川西大橋 (富田林市)
川西大橋（かわにしおおはし）は、大阪府富田林市の石川に架かる橋。
国道309号と南河内サイクルライン（大阪府道802号八尾河内長野自転車道線）の共用橋である。

## 概要
国道309号バイパス道路橋 並びに 昭和橋のバイパス橋として1986年（昭和62年）に暫定2車線として開通し、北側（下流側）にのみ歩道が設けられた。(この時点で南側に2車線分の橋脚が用意されていた。)長らく暫定２車線の携帯であったが、21世紀に入ってからは交通量が増大し、前後の区間が4車線化されてからは特に慢性的な渋滞が発生していた。このため2007年から4車線化工事が始まり、2011年（平成23年）3月3日に4車線で供用開始された。
- 形式：連続桁橋（6桁間）
- 橋長：184.5m
- 幅員：21m（4車線）
- 道路規格：3種2級
- 所在地：（西詰）富田林市錦織東1、（東詰）富田林市西板持